# Murański Karbik
Murański Karbik – wąska przełączka w zachodniej części słowackich Tatr Bielskich, w ich grani głównej pomiędzy Muraniem i ostrokształtną turniczką zwaną Murańskim Zębem. Na północno-wschodnią stronę do Nowej Doliny opada z przełęczy żlebek, niżej bardzo stromy, trawiasty stok, południowo-zachodni stok przełączki opada na Murański Upłaz. 
Nazwę przełęczy po raz pierwszy podał Władysław Cywiński w 4 tomie przewodnika Tatry.